# Xenia gohari
Xenia gohari is een zachte koraalsoort uit de familie Xeniidae. De koraalsoort komt uit het geslacht Xenia. Xenia gohari werd in 1997 voor het eerst wetenschappelijk beschreven door Reinicke. 